# Łzy Bekhal
Łzy Bekhal (kurd. Firmîskî Bêxal) – film kurdyjski z 2005, wyreżyserowany przez Lauanda Omara, wyprodukowany w Iraku.

## Opis fabuły
W małej wiosce w irackim kurdystanie, kurdyjska dziewczyna Bekhal pragnie dostać się na Uniwersytet, jednak jej rodzice wymagają od niej poślubienia jej kuzyna Shwana. Bekhal musi stawić opór tradycyjnej, restrykcyjnie narzuconej roli kobiety w rodzinie i społeczeństwie.

## Obsada
- Ozzie Aziz
- Aware Xan
- Peyuand Ismael Hawez